# Mariana (1970)
Mariana é uma telenovela mexicana, produzida pela Televisa e exibida em 1970 pelo El Canal de las Estrellas.

## Elenco
- Irma Lozano - Mariana
- Enrique Aguilar
- Socorro Avelar
- Ada Carrasco
- Ana Dublan